# Wenkelmobil
Wenkelmobil war eine Automarke, die zwischen 1903 und 1907 von den Automobilwerken Schneider & Co. in  Berlin gebaut wurde. Konstruiert hatte die Fahrzeuge der 1874 geborene Max Wenkel, der zunächst als Pflanzer auf Java tätig war und dort um die Jahrhundertwende bereits einige Automobile gebaut hatte. Es handelte sich bei den ersten Produkten um Motorwagen mit Reibradantrieb, in die Ein- oder Zweizylindermotoren der Firmen De Dion-Bouton und Fafnir eingebaut wurden.
Die Kleinwagen waren mit luft- und wassergekühlten Viertaktmotoren ausgestattet, die vorn oder im Heck eingebaut waren. Sie leisteten 3 bis 6 PS (2,2 bis 4,4 kW).
Ab 1905 beschränkte sich die Fabrikation auf ein Einheitsmodell mit wassergekühltem Einzylindermotor. Die Leistung lag bei 6 bis 7 PS (4,4 bis 5,1 kW). Im Folgejahr kam ein 9/10-PS-Modell dazu, dessen Einzylindermotor aus 2,25 l Hubraum eine Leistung von 10 PS (7,4 kW) zog.
Um 1907 wurde die Automobilfertigung mangels Nachfrage eingestellt.
Im Archiv des Deutschen Museums München (Deutsches Museum von Meisterwerken der Naturwissenschaft und Technik) befinden sich einige Firmenschriften der Automobilwerke Schneider & Co.